# Campeonato Paulista de Futebol de 1961
O Campeonato Paulista de Futebol de 1961 foi a 21.ª edição do campeonato organizado pela Federação Paulista de Futebol. Teve o Santos FC como bicampeão e Pelé, do Santos, como artilheiro, com 47 gols.

## Campanha do Campeão[2]

### 1º Turno
- 09/07/1961	Santos 1 x 0 Comercial
- 16/07/1961	Port. Santista 0 x 0 Santos
- 23/07/1961	Taubaté 0 x 0 Santos
- 30/07/1961	Santos 2 x 1 Palmeiras
- 06/08/1961	Santos 4 x 0 Jabaquara
- 09/08/1961	Santos 3 x 1 Guarani
- 13/08/1961	Noroeste 1 x 7 Santos
- 16/08/1961	Corinthians 1 x 5 Santos
- 19/08/1961	Santos 6 x 1 XV Piracicaba
- 03/09/1961	São Paulo 3 x 6 Santos
- 06/09/1961	Santos 10 x 1 Juventus
- 10/09/1961	Botafogo 0 x 3 Santos
- 13/09/1961	Santos 5 x 1 Esportiva
- 17/09/1961	Santos 6 x 1 Portuguesa
- 24/09/1961	Ferroviária 0 x 1 Santos

### 2º Turno
- 11/10/1961	Jabaquara 2 x 1 Santos
- 15/10/1961	Santos 4 x 1 Botafogo
- 18/10/1961	Santos 5 x 2 Port. Santista
- 22/10/1961	Guarani 1 x 2 Santos
- 28/10/1961	Portuguesa 1 x 3 Santos
- 01/11/1961	Juventus 1 x 3 Santos
- 04/11/1961	Santos 4 x 2 Taubaté
- 08/11/1961	Esportiva 0 x 4 Santos
- 26/11/1961	Comercial 1 x 4 Santos
- 29/11/1961	Palmeiras 3 x 2 Santos
- 03/12/1961	Santos 1 x 1 Corinthians
- 06/12/1961	Santos 4 x 2 Noroeste
- 10/12/1961	XV Piracicaba 2 x 7 Santos
- 13/12/1961	Santos 6 X 2 Ferroviária
- 16/12/1961	Santos 4 x 1 São Paulo

## Jogo do título[3][4]
Santos: Laércio; Lima, Mauro e Dalmo; Zito e Calvet; Dorval, Tite, Coutinho (Pagão), Pelé e Pepe. Técnico: Lula
Ferroviária: Toninho; Ismael, Antoninho e Jurandir; Dudu e Rodrigues; Peixinho, Laerte, Parada (Melão), Bazzani e Beni. Técnico: Osvaldo Brandão
| 13 de dezembro de 1961 | Santos                                             | 6 – 2 | Ferroviária             | Estádio Urbano Caldeira, Santos (SP)                 |
|                        | Pelé 11' 64' · Tite 15' · Pagão 50' · Pepe 66' 79' |       | Beni 57' · Peixinho 88' | Renda: Cr$ 2.267.650,00 Árbitro: Stefan Valter Glanz |

| Campeão Paulista de 1961 |
| ------------------------ |
| SANTOS (6º título)       |

## Classificação final[3]
| Classificação - Final | Classificação - Final   | Classificação - Final | Classificação - Final | Classificação - Final | Classificação - Final | Classificação - Final | Classificação - Final | Classificação - Final | Classificação - Final |
| Time | Time                    | PG                    | J                     | V                     | E                     | D                     | GP                    | GC                    | SG                    |
| --- | ----------------------- | --------------------- | --------------------- | --------------------- | --------------------- | --------------------- | --------------------- | --------------------- | --------------------- |
| 1 | Santos                  | 53                    | 30                    | 25                    | 3                     | 2                     | 113                   | 33                    | 80                    |
| 2 | Palmeiras               | 50                    | 30                    | 22                    | 6                     | 2                     | 82                    | 29                    | 53                    |
| 3 | São Paulo               | 41                    | 30                    | 18                    | 5                     | 7                     | 73                    | 40                    | 33                    |
| 4 | Portuguesa              | 40                    | 30                    | 19                    | 2                     | 9                     | 77                    | 56                    | 21                    |
| 5 | Ferroviária             | 38                    | 30                    | 15                    | 8                     | 7                     | 65                    | 45                    | 20                    |
| 6 | Guarani                 | 33                    | 30                    | 15                    | 3                     | 12                    | 53                    | 42                    | 11                    |
| 7 | Corinthians             | 33                    | 30                    | 12                    | 9                     | 9                     | 49                    | 48                    | 1                     |
| 8 | Botafogo                | 27                    | 30                    | 10                    | 7                     | 13                    | 38                    | 57                    | -19                   |
| 9 | Comercial               | 26                    | 30                    | 10                    | 6                     | 14                    | 38                    | 45                    | -7                    |
| 10 | Esportiva Guaratinguetá | 24                    | 30                    | 10                    | 4                     | 16                    | 43                    | 64                    | -21                   |
| 11 | XV de Piracicaba        | 24                    | 30                    | 9                     | 6                     | 15                    | 49                    | 71                    | -22                   |
| 12 | Juventus                | 21                    | 30                    | 10                    | 1                     | 19                    | 35                    | 74                    | -39                   |
| 13 | Taubaté                 | 20                    | 30                    | 7                     | 6                     | 17                    | 39                    | 62                    | -23                   |
| 14 | Noroeste                | 19                    | 30                    | 6                     | 7                     | 17                    | 50                    | 74                    | -24                   |
| 15 | Jabaquara               | 19                    | 30                    | 8                     | 3                     | 19                    | 43                    | 69                    | -26                   |
| 16 | Portuguesa Santista     | 12                    | 30                    | 5                     | 2                     | 23                    | 31                    | 69                    | -38                   |
| PG - pontos ganhos; J - jogos; V - vitórias; E - empates; D - derrotas; GP - gols pró; GC - gols contra; SG - saldo de gols |                         |                       |                       |                       |                       |                       |                       |                       |                       |

|  |         |
|  | Campeão |

|  |           |
|  | Rebaixado |